# Barry Pepper
Barry Robert Pepper, ou apenas Barry Pepper (Campbell River, 4 de Abril de 1970) é um ator, dublador e produtor canadense. Seus trabalho mais conhecido são O Resgate do Soldado Ryan, onde interpretou o soldado Daniel Jackson, em 1998. No mesmo ano, participou no filme Inimigo do Estado, como David Pratt. No ano seguinte fez À Espera De Um Milagre, no papel do carcereiro Dean Stanton. Em 2001 fez Filhos da Máfia, com o papel principal (Matty Demaret), ao lado de Vin Diesel (com quem já havia trabalhado em O Resgate do Soldado Ryan). Participou no filme Sete Vidas, em 2008, ao lado de Will Smith, sendo seu melhor amigo, Dan. Pepper é casado desde novembro de 1997, tendo com a esposa, Cindy, uma filha, Annaliese, nascida em 17 de junho de 2000. O ator ganhou em 2011 o prêmio Emmy de melhor ator em minissérie ou filme para TV por interpretar Bobby Kennedy na minissérie Os Kennedys.

## Filmografia
- 2019 - Running with the Devil
- 2019 - The Painted Bird
- 2019 - Crawl
- 2018 - Maze Runner: The Death Cure
- 2017 - Bitter Harvest
- 2017 - Monster Trucks
- 2015 - Maze Runner: The Scorch Trials
- 2013 - O Acordo
- 2013 - O Cavalheiro Solitário (The Lone Ranger)
- 2011 - The Kennedys (Robert F. Kennedy)
- 2010 - When Love Is Not Enough: The Lois Wilson Story (TV)
- 2010 - True Gift
- 2008 - Sete Vidas (Seven Pounds)
- 2006 - Unknown
- 2006 - A Conquista da Honra (Flags of Our Fathers)
- 2005 - Três Enterros (The Three Burials of Melquiades Estrada)
- 2005 - Ripley under ground
- 2004 - 3: The Dale Earnhardt story (TV)
- 2003 - The Snow walker
- 2002 - A Última Noite (25th Hour)
- 2002 - Fomos Heróis (We Were Soldiers)
- 2001 - Filhos da Máfia (Knockaround Guys)
- 2001 - 61* (TV)
- 2000 - A Reconquista (Battlefield: Earth)
- 2000 - We all fall down
- 1999 - À Espera de um Milagre (The Green Mile)
- 1998 - Inimigo do Estado (Enemy Of The State)
- 1998 - Saving Private Ryan - franco-atirador Soldado Daniel Jackson
- 1998 - Tormenta de fogo (Firestorm)
- 1997 - Morte silenciosa (Dead silence) (TV)
- 1996 - Férias no armário (Urban safari)
- 1996 - Titanic (Titanic) (TV)
- 1995 - Johnny, o indomável (Johnny's girl) (TV)
- 1992 - Amizade perigosa (A killer among friends) (TV)

## Games
- 2009 - Prototype (dublou Alex Mercer)
- 2009 - Call of Duty: Modern Warfare 2 (dublou o Dunn)